# RBD
RBD je bila mehiška glasbena skupina, ki je dobila na popularnosti v mladinski telenoveli Rebelde, in kmalu postala tudi globalni fenomen. RBD skupina je prodala več kot 60 milijonov albumov po celem svetu v samo štirih letih delovanja. Člani skupine so bili igralci in pevci Anahi, Dulce Maria, Maite Perroni, Christian Chavez, Alfonso Herrera in Christopher Uckermann. Skupina je uradno nastala 30 oktobra leta 2004, razpadla pa 18. avgusta 2008.

## Telenovela Rebelde
Anahí, Poncho (tako poimenovan v skupini Alfonso), Christian in Dulce Maria so že prej igrali v mnogih telenovelah, prvič pa so skupaj zaigrali v telenoveli Clase 406. Največjo slavo pa jim je prinesla mladinska telenovela Rebelde, kjer so igrali najstnike, ki jih druži ljubezen do glasbe in ista šola. V tej telenoveli so tudi predstavili svoje pesmi. Telenovela je postala zelo popularna predvsem zaradi glasbe ter dejstva, da se razlikuje od podobnih serij znotraj istega žanra; ne pripoveduje o nemogoči ljubezni med moškim in žensko, ki jima srečo onemogočajo zlobneži in rasne ali stanovske razlike, ampak o najstnikih. Producenti so se odločili, da posnamejo tri sezone, saj je bila serija zelo uspešna in požela veliko uspehov v južni in severni Ameriki, Evropi, Avstraliji in Aziji.

## Diskografija
Španski Studio Albumi
1. Rebelde (2004)
2. Nuestro Amor (2005)
3. Celestial (2006)
4. Empezar desde cero (2007)
5. Para olvidarte de mi (2009)

Angleški Studio Albumi
1. Rebels (2006)

Portugalski Studio Albumi
1. Rebelde (brazilska verzija) (2005)
2. Nosso Amor (brazilska verzija (2006)
3. Celestial (brazilska verzija) (2006)

Albumi v živo / DVD-ji
1. Tour Generación RBD en Vivo (2005)
2. Live in Hollywood (2006)
3. ¿Que Hay Detrás de RBD? (2006)
4. Live in Rio (2007)
5. Hecho En España (2007)

### 2004-2005: Začetki, Rebelde in Nuestro Amor
Skupina je bila narejena s strani producenta Pedro Damiana v nadaljevanki Rebelde, ki je različica originalne verzije in sicer Argentinske Rebelde Way. Novembra leta 2004, so izdali njihov prvi CD "Rebelde" in v prvih minutah prodali čez 25.000 kopij. Rebelde CD je dobil priznanje v Mehiki za prodajo več kot pol milijona izvodov, kmalu za tem pa je CD dobil zlato in platinasto certifikacijo v Mehiki. Najbolj znane pesmi iz CD-ja Rebelde so "Solo Quedate en Silencio", "Rebelde" in "Salvame", 
ki so na koncu bile prevedene tudi v angleščino in portugalščino. Album je dosegel #95 mesto na Billboard 200, #1 mesto na US Billboard - Latinski Pop Albumi in pa #2 mesto na US Billboard - Latinski Albumi. 13 maja 2005 se je začela njihova prva turneja z naslovom Tour Generación RBD v Toluci, Mehiki končala pa se je 18 decembra 2005 v Limi, Peruju. Razprodali so vseh 80 koncertov v Mehiki, obiskali so tudi Monterrey kjer so trikrat zaporedoma uspeli privabiti kar 150.000 fanov. Turneja je bila potrjena z OCESA kot 4. najbolj prodajana turneja v Mehiki. Prvi mednarodni koncert skupine je bil v Kolumbiji kjer so dosegli velik uspeh. Prvič so nastopili v Medellinu pred 30.000 glavo množico, kasneje pa v Cali z več kot 50.000, kjer je bila največja prisotnost ljudi kasneje pa še v Bogoti. 19 julija 2005, so izdali njihov prvi DVD z imenom Tour Generación RBD en Vivo, ki je bil posnet v Palacio de los Deportes, v Mehiki. 22 septembra 2005, so izdali njihov drugi CD, Nuestro Amor, ki je podrl vse rekorde v prodaji in dobil kar trojno platinasto ploščo v samo 7. urah. V ZDA je CD dobil platinasto certifikacijo za 100.000 prodanih kopij. Dobili so nominacijo za Grammy Latinos 2006 kot "Najboljši album pop duet ali skupina", prejeli so tudi 4 nominacije na Billboard Latin Music Awards. Novembra leta 2005 so izdali Rebelde (Brazilsko verzijo CD-ja) v portugalščini. Marca leta 2006 se je začela njihova druga mednarodna turneja Tour Generación 2006, nastopili so v ZDA, v "Los Angeles Memorial Coliseum" pred več kot 68.000 ljudi. Leta 2006 so prodali 694.655 vstopnic in s tem zaslužili $23.600.000, do konca turneje pa so prodali 749.485 vstopnic in se s tem uvrstili na 14. mesto po prodaji vstopnic leta 2006. Istega leta so izdali njihov drugi DVD Live in Hollywood. Napolnili so Madison Square Garden v New Yorku, American Airlines Areno v Miamiju na to pa so se vrnili v Kolosej kjer je potekal radijski festival in tudi tam zapeli nekaj svojih uspešnic. Naredili so tudi turnejo po Braziliji "RBD Tour Brasil". Oktobra so se vrnili v Río de Janeiro in tako postali prvi latinoameričani, ki so nastopili na stadionu Maracana, ki je največji stadion na svetu in sicer pred 50.000 glavo množico. Na tem koncertu so posneli DVD Live in Rio. Istega leta so izdali drugi CD v portugalščini Nosso Amor (Nuestro Amor), ki je postal eden izmed najbolj prodajanih CD-jev v Braziliji.

### 2006-2007: Celestial, Rebels in RBD: La familia
18 septembra leta 2006 je skupina RBD izdala svoj prvi singel "Ser o Parecer", iz njihovega tretjega albuma, Celestial ki je izšel novembra. Sneman je bil vstudijh Los Angelesa in Mehike, producenta pa sta bila Carlos Lara in Amando Avila. Samo dve leti sta bili potrebni, da je skupina postala pop fenomen v zgodovini Mehike. Milijon kopij prodanih po celem svetu in še ena turneja z 70 razprodanimi koncerti, ki ga je sekstet naredil po Mehiki, ZDA, Srednji Ameriki, Peruju, Kolumbiji, Venezueli, Ekvadorju, Braziliji, Čilu in Španiji. Leta 2007 so dobili povabil od brazilskega predsednika Luiz Inácio Lula da Silva, da obiščejo njegovo hišo. Na ulicah Sao Paula so posneli tudi videospot za pesem Ser o Parecer, ki ga je režiral Esteban Madrazo. 25. Decembra istega leta so nastopili na Christmas Day paradi, ki je potekala v Walt Disney Worldu v Orlandu. Nastopili so tudi v oddaji MTV ,Rock Dinner kjer poskušajo fane bolje približati svojim Idolom, skupina je na to eno noč preživela s fani. Leta 2006 so začeli s snemanjem RBD: La Familia, ki je kratka mehiška serija o članih skupine. Producent tega je bil Pedro Damian naredil pa jo je v formatu filma. Prva epizoda je bila na sporedu 14. marca 2007 zadnja pa 13. junija 2007. Spletna stran IMDb, "RBD: La Familia" je bila prva serija predvajana v HD kakovosti v Mehiki. 14. decembra 2007 so serijo začeli prodajati na DVD-jih v Španiji in Mehiki, 22. julija 2008 pa še v ZDA.   
20.aprila leta 2007, se je začela njihova četrta turneja, ki se je imenovala "Tour Celestial", nastopili so v ZDA, Evropi, Severni in Južni Ameriki in s tem povečali svoj zgodovinski uspeh Njihov obisk Romunije in Španije leta 2007 je presenetil latinski svet in s tem so dobili odlično priložnost, da so prodrli na španski trg, ki je eden iz  
med najbolj konkurenčnih na svetu. Kmalu so izdali Celestial Fan Edition disk (CD + DVD), ki je 
vseboval pesem "The Family" glavno pesem serije RBD: La Famila, izdali so DVD z njihovimi vajami, tri remikse in bonus CD, verzijo karaok z njihovimi največjimi uspešnicami. 22. junija leta 2007, so zaradi uspešnih koncertov v Španiji, naredili enega prav posebnega in sicer na stadionu Vicente Calderón pred več kot 40.000 ljudi, v okviru turneje Celestial World Tour, je bil narejen še en DVD in sicer RBD Hecho en España. Na začetku oktobra je bilo  
potrjeno s strani Roptus.com, da bo ostanek turneje preložen do nadaljnega. Razlog je bil ta, da je skupina RBD hotela svojim fanom dati boljši spektakel na koncertih z novimi skladbami njihovega novega albuma, "Empezar Desde Cero", ki je izšel 20 novembra leta 2007. Skupina je samo v Severni Ameriki zaslužila 5.400.000 $ skupno pa so prodali čez 293.742 vstopnic po vsem svetu. Avgusta leta 2007, je skupina skupaj z Wallmartom začela z ekskluzivno linijo, ki je vključevala oblačila, razno opremo, ure in drugih 400 produktov. V decembru  
leta 2007 so posneli pesem "Una pequeña voz", ki je bila del enajste sezone serije Plaza Sésamo. Nastal je tudi videospot za pesem z liki iz serije za otroke. Po dveh mesecih izdaje CD-ja Celestial so na to izdali še en CD v angleščini, ki se imenuje "Rebels. V prodajo je šel 19 decembra leta 2006. Svojo slavo so povečali s hitom "Tu Amor", ki je bil na vrhu glasbenih lestvic. Pesem je bila napisana s strani Diane Warren, ki je leta 1996 prejela Grammy za pesem "Because You Loved Me", v izvedbi Celine Dion. Kasneje je ta CD izšel še v Mehiki, Braziliji in Španiji. Maja leta 2007, je Mattel začela prodajati prav posebno izdajo Barbik Mie, Lupita in Roberte iz telenovele Rebelde. Anahi, Dulce in Maite so bile prve mehičanke, ki so dobile barbike. Barbike so se prodajale v Mehiki, Združenih Državah in Latinski Ameriki. 31. maja 2007 so dobili povabilo od Donalda Trumpa, da bi nastopili na največjem modnem tekmovanju Miss Universe. Ta prireditev je potekala v Mehiki, skupina pa je zapela pesmi "Carino Mio" in pa "Money, Money" iz svojega četrtega albuma Rebels. 

#### 2007-2009: Empezar desde Cero, Best of RBD in Para Olvidarte De Mí
Novembra leta 2007 so iz CD-ja Empezar Desde Cero izdali svoj prvi singel "Inalcanzable." Album se je potegoval za Grammija "Najboljši Album Pop Duo ali Skupina". CD je postal velik uspeh na mednarodni ravni v Mehiki in Braziliji, ki je v samo 1 tednu dobil zlati certifikat. V Španiji je šel še isti dan v prodajo in v prvem mesecu dobil zlati certifikat, v ZDA je prišel na #1 mesto Billboard Top Latin Albums in s tem si je skupina povečala obsežnost v ZDA, Braziliji, Španiji, Srednji Ameriki, Romuniji, Kolumbiji, Venezueli, Argentini s tem so si priborili diamantni disk, trikrat platinasti in dvakrat zlati po vsem svetu. Februarja leta 2008 so nastopili na Super Bowl in predstavili svoje največje uspešnice. Februarja leta 2008 se je začela njihova četrta turneja Empezar Desde Cero Tour v Hidalgo, Teksasu, v Dodge Areni. Proti koncu leta 2007,se je njhova turneja Tour Celestial v EE.UU priključila turneji Empezar Desde Cero. La Nueva Banda Timbiriche je bila njihova predskupina na skoraj vseh koncerti. Turneja je potekala po ZDA, Mehiki, Čilu, Argentini, Paragvaju, Braziliji, Španiji, Sloveniji, Srbiji, Dominikanski Republiki, Romuniji in veliko drugih. RBD-jevci so se ustavili tudi v Braziliji in imeli koncert pred 500.000 glavo množico, podrli so rekord Rolling Stonesov. V septembru se je razvrstilo kar nekaj koncertov v Sloveniji, vstopnice za prvi koncert so razprodali v pičlih 30 minutah in tako podrli novi rekord. Poll Star jih je uvrstil med 100 najbolj prodajanih koncertov leta. Prišli so na #48 mesto z 301,015 prodanimi vstopnici od januarja 2008 do septembra 2008. Končni rezultati Pollstar-ja od januarja 2008 do decembra 2008 so pokazali, da so RBD-jevci prodali vsega skupaj 367.346 vstopnic leta 2008. Skupina RBD je dobro zaslužila s prodajo vstopnic po Severni Ameriki in sicer kar 4.400.000 $. Junija leta 2008 so izdali Empezar Desde Cero Fan Edition (CD + DVD), ki je vseboval nove pesmi, pesmi ki so jih napisali sami, glavno pesem za kampanjo Estar Bien, različne pesmi v verziji karaok, 2 videa in 2 videa za kamerami. Na to so izdali njihov tretji singel "Y no Puedo Olvidarte". 25 novembra, so izdali še Best of RBD (V Braziliji: Hits Em Português, v ZDA: Greatest Hits) z CD-jem/DVD-jem njihovih pesmi in en DVD z njihovimi videi, ki so bili del njihovega slovesa. Leta 2008 so sporočili, da se bodo razšli in, da je čas, da člani v skupini odrastejo samostojno, ampak preden, da so se razšli so izdali še en CD Best of RBD, ki je vseboval njihovo zadnjo turnejo v Španiji 21. decembra v Palači Športov v Madridu. Leta 2009 so izdali njihov zadnji CD "Para Olvidarte De Mi", ki je dobil ime tudi po njihovi pesmi, ta CD je pomenil dokončno slovo skupine RBD, konec ene izmed najbolj priljubljenih mladinskih latino skupin vseh časov. Pesmi kot sta "Para Olvidarte de Mi" in "Adios" sta eni izmed najbolj čustvenih od skupine RBD. Junija leta 2009 so izdali še RBD DVD Live in Brasilia, ki je bil posnet med turnejo Empezar Desde Cero, pred več kot 500.000 ljudmi. Istega leta so izdali še en DVD in sicer Tour del Adios, ki je bil tudi zadnji DVD od skupine. Poslovili so se od fanov in obljubili, da se bomo nekega dne spet srečali na koncertih.

### 2012-2013: Neizdano, EMI in vrnitev skupine
Maja leta 2012 so napovedali, da bo izšla neizdana knjiga fotografinje Yvonne Venegas, sestra od pevke Juliete Venegas. Leta 2006 je Yvonne dobila klic od Mauricio Malléna, ki je direktor in vodja Fundacion Televisa. Povabil jo je, da sodeluje v tem projektu, v zadnjih sedmih mesecih snemanj nadaljevanke Rebelde in njihove turneje po Združenih Državah Amerike. Yvonne je v nekem intervjuju dejala "Vedno me je zanimalo delo za kamerami, in vse kar se zgodi, ko se kamere ugasnejo. Dobesedno v trenutku, ko so izklopili kamere, sem začela slikati, ko so igralci čakali ali počivali sem vedno slikala in to je čisto nekaj drugega kar ne vidiš na televiziji, in je tudi nekoliko manj glamurozno. Ljudje so včasih izmučeni in zdolgočaseni in vedno sem si želela približati tem situacijam z mojo kamero." 28. avgusta leta 2012 se je začela predprodaja te knjige na strani Editorial. Septembra leta 2012 so objavili prvo razstavo slik v Museo de Arte Carillo Gil, in to je trajalo vse do 13. januarja leta 2013. V januarju so knjigo lahko kupili preko spleta. Od februarja naprej pa so jo začeli prodajati po različnih državah po svetu. 27. julija leta 2012 je založniška hiša EMI začela umikati vse izdelke skupine iz strani Youtube, kot tudi druge vsebine skupine RBD, ki so bile razpoložljive za prodajo. Avgusta leta 2012 so na uradnem Facebook profilu povedali, da je tega leta pogodba s skupino RBD potekla in vse kar je bilo v njihovi lasti so umaknili iz svetovnega spleta. 17 julija 2013, je producent skupine RBD razkril, da pripravlja vrnitev skupine v letu 2014, natančneje planira to za svetovno prvenstvo nogometa v Braziliji. Povedal je tudi, da je že kontaktiral nekaj članov te skupine na koncu pa dodal "Je navdušenje, je volja." 

### Dosežki in zanimivosti
Rebelde nadaljevanko je vsak dan v Mehiki spremljalo čez 20 milijonov ljudi.
V Franciji so dobili nagrado za pesem "Tu Amor." V samo 7 urah izdaje CD-Ja "Nuestro Amor" so v Mehiki prodali več, kot 180.000 kopij.
Rebelde nadaljevanka je bila predvajana v 65 državah in v vseh je podrla rekord gledanosti.
Leta 2007 so prodali največ CD-jev v Braziliji in še do danes držijo ta rekord.
V samo 1 letu so RBD-jevci prodali 340.000 vstopnic v ZDA in tako premagali Madonno, ki je v 30 letih prodala 291.000.
Leta 2008 je BillBoard razglasil skupino RBD, kot najboljšo skupino na svetu.
Podrli so rekorde v Franciji, Japonski, Poljski, Italiji, ZDA, Kanadi, Kitajski, Indiji, Tajski in Avstraliji s pesmijo "Tu Amor."
RBD so se zapisali tudi v Guinessovo knjigo rekordov, kot skupina z največ nagradami in sicer 180 v 4 letih in še danes držijo ta rekord.
Podrli so rekord skupine The Beatles in Green Day v prodanih CD-jih  v Romuniji.  Edina skupina, ki je razprodala koncert v Sloveniji v manj kot 30 minutah, njihovi vsi CD-ji so bili med top10 na slovenskih lestvicah več tednov, nekateri več mesecev.
Dobili so nagrado "Tu Mundo" ker so presegli več kot 7 svetovnih rekordov.
Prejeli so nagrado za najboljšo neznano skupino v Rusiji leta 2008

## Druge dejavnosti

### Humanitarne dejavnosti
V letu 2005 so skupaj z ostalo zasedbo nadaljevanke Rebelde naredili "Fashion Show", ki ga je organiziral The American Society of Mexico, da bi zbrali sredstva za Specialne Olimpijade, za otroke in odrasle s posebnimi potrebami. 

### Fundación Sálvame
V februarju leta 2006, je prišlo do nesreče v Braziliji kjer so tri mlada dekleta izgubila življenja in na desetine jih je bilo ranjenih zaradi slabe organizacije. Skupina je sklicala tiskovno konferenco kjer so javnosti poslale sožalje in molitve. Po tem dogodku je skupina začela s fundacijo "Fundacija Reši Me" (Fundación Sálvame), ki je bila poimenovana po eni izmed njihovih pesmi. Delovati pa je začela maja 2006, z namenom, da bi pomagali otrokom iz ulic in eden izmed prvih aktivnosti tega je bil brezplačen koncert v Braziliji. Fundacija je pomagala Mehiki, Braziliji in Španiji. Aprila leta 2008, so posneli pesem Estar Bien z skupino Kudai in Eizo González za kampanjo "Elige estar bien contigo", kjer poskušajo rešiti mlade od raznih bolezni kot so debelost, anoreksija in bulimija.

### Resnični šov
V letu 2005 so na "Top Ten" predstavili video listo. Septembra leta 2007, je skupina sodelovala v programu Reality Show Tourismo MTV, ki je pokazal predvsem njihovo življenje med turnejo Celestial v Mehiki. V letu 2007 so sodelovali v programu Boombox kjer so v studiu odgovarjali na vprašanja fanov, zapeli pesmi in predstavili program. Leta 2008 je skupina RBD bila odgovorna za oddajo Premios Juventud. Odgovorni so bili tudi za začetek dogodka, in tam so prvič predstavili njihovo pesem "Y no puedo Olvidarte". V letu 2008 so sodelovali v Quiero Mis Quinces na MTV-ju z naslovom Maraton z RBD-jem, kjer so povedali nekaj anekdot iz njihovih življenj.

## Člani
- Dulce Maria
- Maite Perroni
- Anahi
- Christopher Uckermann
- Alfonso Herrera
- Christian Chavez

Band
- Charly Rey — Guitar
- Eddie Tellez — Keyboard and piano
- Gonzalo Velazquez — Guitar and viola
- Guido Laris — Bass, musical director and vocalist
- Luis Emilio "Catire" Mauri — Percussion
- Mauricio Bicho Soto Lartigue — Drums